# Kamienica Josta von Kampen w Elblągu
Kamienica Josta von Kampen w Elblągu – zabytkowy budynek wzniesiony w stylu manieryzmu flandryjskiego w Elblągu położony na Starym Mieście przy ul. Garbary 12 (wcześniej: Kurze Hinterstrasse 8). Pod koniec XVI wieku został zakupiony przez obywatela miasta Josta von Kampen, kupca bławatnego, który udostępnił ją na pierwszy dom modlitwy mennonitów elbląskich, użytkowany od 1590. Budynek pełnił funkcje sakralne nieprzerwanie przez ponad 300 lat do 1900. Zachował się podczas II wojny światowej, przeznaczono go na cele mieszkalne i użytkowe.

## Historia
Budynek został zakupiony przez Josta von Kampen po uzyskaniu przez niego w 1585 obywatelstwa Elbląga i pozwolenia na handel jedwabiem. W 1590 przeznaczył go w części na potrzeby gminy mennonickiej Elbląg-Ellerwald. Gmina korzystała w szczególności z sali na piętrze, pełniącej rolę kaplicy. Obiekt służył mennonitom do 1900 czyli momentu oddania do użytku kościoła mennonickiego na elbląskiej Wyspie Spichrzów przy ul. Warszawskiej 9 (wcześniej: Berlinerstrasse 20). Kamienica przy ul. Garbary przetrwała II wojnę światową bez większych uszkodzeń. Pełni funkcje mieszkalne i użytkowe.
26 czerwca 2010 przy wejściu do kamienicy umieszczono tablice upamiętniającą wielowiekową obecność mennonitów w tym miejscu.

## Opis
Budynek został wzniesiony w stylu manieryzmu flandryjskiego. Posiada trzy kondygnacje. Według opisu autorstwa M.G. Fuchsa zamieszczonego w jego publikacji z 1821 pt. Beschreibung der Stadt Elbing und ihres Gebietes (Bd. 2, s. 302-307), na piętrze budynku znajdowała się sala modlitewna mająca 8,7 metra długości, 5,6 metra szerokości i prawie 6 metrów wysokości. Na ścianach wschodniej i północnej znajdowały się empory. Nad salą modlitewną na poddaszu budynku znajdowała się dodatkowa sala wykorzystywana w przypadku przepełnienia sali głównej. Pośrodku stropu istniał otwór otwierany w czasie nabożeństwa w celu poprawienia słyszalności kazania.